# The in Sound from Way Out!
The in Sound from Way Out è una raccolta di pezzi strumentali dei Beastie Boys.

## Descrizione
Due le tracce inedite: Son of Neckbone, contenuta anche nella successiva antologia The Sounds of Science (1999) e Drinkin' Wine, canzone molto controversa e dai suoni particolari. Da segnalare Shambala, con la partecipazione del coro del Tibet Tibetan Organization, Sabrosa, forse il più famoso tra i tanti pezzi strumentali composti dai Beastie Boys nella loro lunga carriera, Ricky's Theme e Eugene's Lament, assolo di violino. L'interno del disco è scritto in lingua francese.

## Tracce
1. Groove holmes – 2:31
2. Sabrosa – 3:32
3. Namaste – 3:58
4. Pow – 2:15
5. Son of Neckbone – 3:23
6. In 3's – 2:19
7. Eugene's lament – 2:11
8. Bobo on the corner – 1:18
9. Shambala – 3:15
10. Lighten up – 2:45
11. Ricky's theme – 3:44
12. Transitions – 2:35
13. Drinkin' wine – 4:41

## Formazione
- Michael Diamond - batteria
- Adam Horovitz - chitarra
- Adam Yauch - basso
- Mark Nishita - tastiere
- Eric Bobo - percussioni
- Eugene Gore - violino
- Mario Caldato Jr. - tecnico del suono